# Dryobotodes aino
Dryobotodes aino är en fjärilsart som beskrevs av Matsumura 1926. Dryobotodes aino ingår i släktet Dryobotodes och familjen nattflyn. Inga underarter finns listade i Catalogue of Life.